# Anomiopus lacordairei
Anomiopus lacordairei là một loài bọ cánh cứng trong họ Bọ hung (Scarabaeidae).